# Fikru Tefera
Fikru Tefera (né le 24 janvier 1986 à Addis-Abeba) est un footballeur international éthiopien.

## Biographie
Le 12 octobre 2014, Fikru entre dans l'histoire de l'Indian Super League en devenant le premier buteur de l'histoire de la ligue, et permet à l'Atlético de Kolkata de l'emporter 3-0 contre le Mumbai City FC.
Le 19 décembre 2014, Fikru est libéré par son club à cause d'une blessure.
Le 20 décembre 2014, l'Atlético de Kolkata remporte la finale 1-0 contre les Kerala Blasters et Fikru remporte l'Indian Super League.
Le 26 juin 2015, Fikru Teferra retourne en Inde, pour la deuxième édition de l'Indian Super League il portera les couleurs du Chennaiyin FC.

## Palmarès
- Supersport United
  - Vainqueur de la Premier Soccer League en 2009

- KuPS
  - Finaliste de la Suomen Cup en 2011

- Atlético de Kolkata
  - Vainqueur de l'Indian Super League en 2014

- Chennaiyin FC
  - Vainqueur de l'Indian Super League en 2015